# Rufus Humphrey
Rufus Humphrey, gespeeld door acteur Matthew Settle, is een personage uit de televisieserie Gossip Girl. Hierin speelt hij de vader van Dan, Scott Rosson en Jenny Humphrey. Hij is getrouwd met Lily Rodes en gescheiden van Alison Humphrey.